# Országos Gyermektumor-regiszter
Az Országos Gyermektumor-regiszter a Magyar Gyermekonkológiai Hálózat üzemeltetésében
a Semmelweis Egyetem 2. sz. Gyermekgyógyászati Klinikáján
működő adatbázis. Az 1970-es évek eleje óta orvosi statisztikai adatokat gyűjt a rosszindulatú daganatokban megbetegedő gyermekek betegségeiről. 
A regiszter segítségével mérhető a gyógykezelési eredmények javulása. A regiszter vizsgálja a daganatok gyakoriságát és annak időbeli, térbeli változásait is.

## Külső hivatkozások
- Magyar Gyermekonkológiai Hálózat